# 野黄韭
野黄韭（学名：Allium rude）为葱科葱属的植物，是中国的特有植物。分布在中国大陆的西藏、青海、甘肃、四川等地，生长于海拔3,000米至4,600米的地区，常生长在草甸和潮湿山坡，目前已由人工引种栽培。